# Schweinfurt
Schweinfurt – miasto na prawach powiatu w Niemczech, w kraju związkowym Bawaria, w rejencji Dolna Frankonia, w regionie Main-Rhön, siedziba powiatu Schweinfurt, do którego jednak miasto nie należy. Leży nad Menem, zamieszkuje je 51 851 mieszkańców (31 grudnia 2013). Najbliżej położone duże miasta: Norymberga ok. 100 km na południowy wschód, Frankfurt nad Menem – ok. 150 km na zachód, Lipsk – ok. 200 km na północ.
W mieście znajduje się stacja kolejowa Schweinfurt Hauptbahnhof.

## Współpraca
- Szkocja: Motherwell
- Francja: Châteaudun
- Finlandia: Seinäjoki
- Polska: Starachowice